# عبدالله بن اباض
عبدالله بن اباض تمیمی فقیه، راوی حدیث، مفسر قرآن، از پیشوایان جنبش خوارج و از تابعین بود که بنیان‌گذار مذهب فقهی اباضیه به‌شمار می‌رود.
تاریخ دقیق تولد و مرگ او مشخص نیست اما قطعاً در دوران خلافت عبدالملک بن مروان زنده بوده و بین ۸۰ ه‍.ق / ۶۹۹ م تا ۱۰۰ ه‍.ق/ ۷۱۸ م مرده‌است. وی همچنین  از رهبران خوارج بود که در جریان قیام عبدالله بن زبیر در مکه در سال ۶۴ هجری قمری به او پیوسته و سپاه اموی را از شهر بیرون کردند.
وی از اعضای طایفهٔ بنی عبید بن مُقاعِس از قبیلهٔ عرب بنی تمیم بود و نسبش به اباض روستایی در یمامه می‌رسید. به گفتهٔ منابع اباضی او در کلیهٔ امور به جابر بن زید اتکا داشته و با او مشورت و از فتاوایش پیروی می‌کرد.